# Schemerlibellen
De schemerlibellen (Boyeria) vormen een geslacht van echte libellen (Anisoptera) uit de familie van de glazenmakers (Aeshnidae).

## Soorten
- Boyeria cretensis Peters, 1991 – Kretaschemerlibel
- Boyeria grafiana Williamson, 1907
- Boyeria irene (Fonscolombe, 1838) – Schemerlibel
- Boyeria karubei Yokoi, 2002
- Boyeria maclachlani Selys, 1883
- Boyeria sinensis Asahina, 1978
- Boyeria vinosa (Say, 1840)